# Foreste umide del Congo centrale
La regione delle foreste umide del Congo centrale è un'ecoregione inclusa nella lista Global 200 del WWF. Appartiene al bioma delle foreste pluviali di latifoglie tropicali e subtropicali della regione afrotropicale.
La regione si sviluppa per circa 507.500 km2 nell'Africa centrale e comprende le foreste situate nel bacino centrale che il fiume Congo forma descrivendo un ampio arco in senso antiorario nella depressione centrale del Congo. Tutta questa area fa parte delle foresta del Congo, la seconda più grande foresta pluviale della Terra.
L'area è poco densamente popolata e pertanto l'ambiente si è conservato sostanzialmente intatto anche se le prospettive di sfruttamento del legname possono costituire una possibile minaccia per il futuro.

## Ecoregioni
Le foreste umide del Congo centrale sono formate da due ecoregioni:
- AT0104 - foreste di pianura del Congo centrale;
- AT0110 - foreste palustri del Congo orientale.